# 독도는 우리 땅
독도는 우리땅은 1982년에 정광태가 부른 대한민국의 가요이다. 독도를 소재로 한 노래이다.

## 역사
〈독도는 우리 땅〉은 1982년 유머 1번지 ‘변방의 북소리’에서 임하룡·장두석·김정식·정광태 4명이 불렀던 노래로, 당시 KBS PD였던 박인호가 작사·작곡했다. 음반 제작을 할 때 스케줄이 맞지 않아 정광태 혼자서 부르게 되었다.
정광태는 1998년부터 언론과의 인터뷰를 통해, 이 노래가 1983년 7월부터 11월까지 4개월 동안 일본 교과서 파동과 관련하여 사실상 방송금지 상태였다고 주장했다. 이러한 주장에 대하여 대한민국 외교통상부는 2001년에 〈독도는 우리 땅〉이 금지곡으로 지정된 적은 없다고 입장을 밝혔다.
정광태는 1998년 독도로 본적을 옮겼고, 초등학교 순회 강연을 하는 등 독도와 관련된 활동을 활발히 펼쳤다.
독도는 우리땅 노래가 만들어진 지 30년이 된 기념으로 가사가 개사되었다.

## 영향
독도와 관련된 일본 정부의 주장에 대한 대한민국 국민들의 비판을 표현한 이 노래는 조선민주주의인민공화국에서도 인기가 높은 것으로 알려졌다. 국가정보원이 1999년에 발표한 자료에 따르면 북한 주민이 즐겨부르는 남한 가요 5곡 중 한 곡이라 한다.
1996년부터 초등학교 교과서에 5절까지의 가사가 실렸으며, 독도노래비를 건립하기도 하였다.
노래를 부른 정광태는 일본으로의 입국이 금지되어 있다. 일본의 독도영유권 주장 등으로 독도에 관련 많은 패러디들이 나오기도 하였다.
온라인 리듬 게임인 이지투온에 이 노래가 수록되기도 하였다.

## 가사
1

울릉도 동남쪽 뱃길 따라 87K (팔칠케이) 

외로운 섬 하나 새들의 고향

그 누가 아무리 자기네 땅이라고 우겨도

독도는 우리땅 (우리땅)

2

경상북도 울릉군 울릉읍 독도리

동경 132 북위 37

평균기온 13도 강수량은 1800

독도는 우리땅(우리땅)

3

오징어 꼴뚜기 대구 홍합 따개비

주민등록 최종덕 이장 김상도

십구만 평방미터 799에 805

독도는 우리땅 (우리땅)

4

지증왕 13년 섬나라 우산국

세종실록지리지 강원도 울진현

하와이는 미국땅 대마도는 조선땅

독도는 우리땅 (우리땅)

5

러일전쟁직후에 임자없는 섬이라고

억지로 우기면 정말 곤란해

신라장군이사부 지하에서 웃는다

독도는 우리땅 (우리땅)

## 논란
대한민국의 개그우먼 조혜련이 이 곡을 《히라가나 송》으로 개사하면서 논란이 일었다.

## 같이 보기
- 독도
- 홀로아리랑
- 독도의 날
- 독도의용수비대
- 영토 분쟁